# Fée Viviane
Pour les articles homonymes, voir La Dame du lac (homonymie) et Viviane.
La fée Viviane ou la Dame du Lac est un  personnage mythique des légendes arthuriennes qui donne l'épée Excalibur au roi Arthur, guide le roi mourant vers Avalon après la bataille de Camlann, enchante Merlin, et éduque Lancelot du Lac après la mort de son père consécutive à la perte de son château. Sa mère dépose l'enfant, voit son mari mourir puis, en revenant, voit la fée Viviane rentrer dans un lac. Les différents auteurs et copistes de la légende arthurienne ont donné à la Dame du Lac divers noms tels que Viviane, Niniane, Nynève ou Nimué.

## Les noms de la Dame du Lac
Les nombreuses variantes des noms donnés à la Dame du Lac peuvent être séparées en deux groupes : ceux qui ont un lien avec la forme Niniane, ou Nimué, et ceux qui ressemblent à Viviane. Les spécialistes ont débattu pendant des années sur l'origine des noms mentionnés dans chacune des œuvres relatives à la légende arthurienne, ce qui a donné lieu à des études détaillées de chaque hypothèse,.

### Nimué et ses variantes
On pense que le nom Nimué est lié à Mnémé, ou Mnémosyne, mère des Muses dans la mythologie grecque et romaine. Une autre racine possible est le nom celtique Niamh. Parfois, il semble que ce nom soit lié à la déesse galloise Rhiannon. Cette hypothèse est étayée par l'étymologie donnée dans la Suite du Merlin. On peut aussi penser que le nom est lié à la rivière Ninian en Bretagne continentale.

### Viviane et ses variantes
Certains auteurs favorisent la forme Viviane et soutiennent qu’il s’agit probablement d’un dérivé de Vi-Vianna, lui-même issu de Co-Vianna, une variante de Coventina, nom d'une déesse des eaux romano-celtique. Il est probable que ce nom, à son tour, s’applique à Gwendoloena, la compagne de Merlin, son nom latin étant prononcé de manière similaire à Coventina en latin. On a également supposé que Viviane pouvait être une forme dérivée de Diane. Parfois, on voit dans cette forme une adaptation française de l’héroïne irlandaise légendaire Béfinn, ou Bé-Binn, dont le nom signifie « femme blanche », car le blanc a souvent été associé aux compagnes de Merlin.

## Présentation

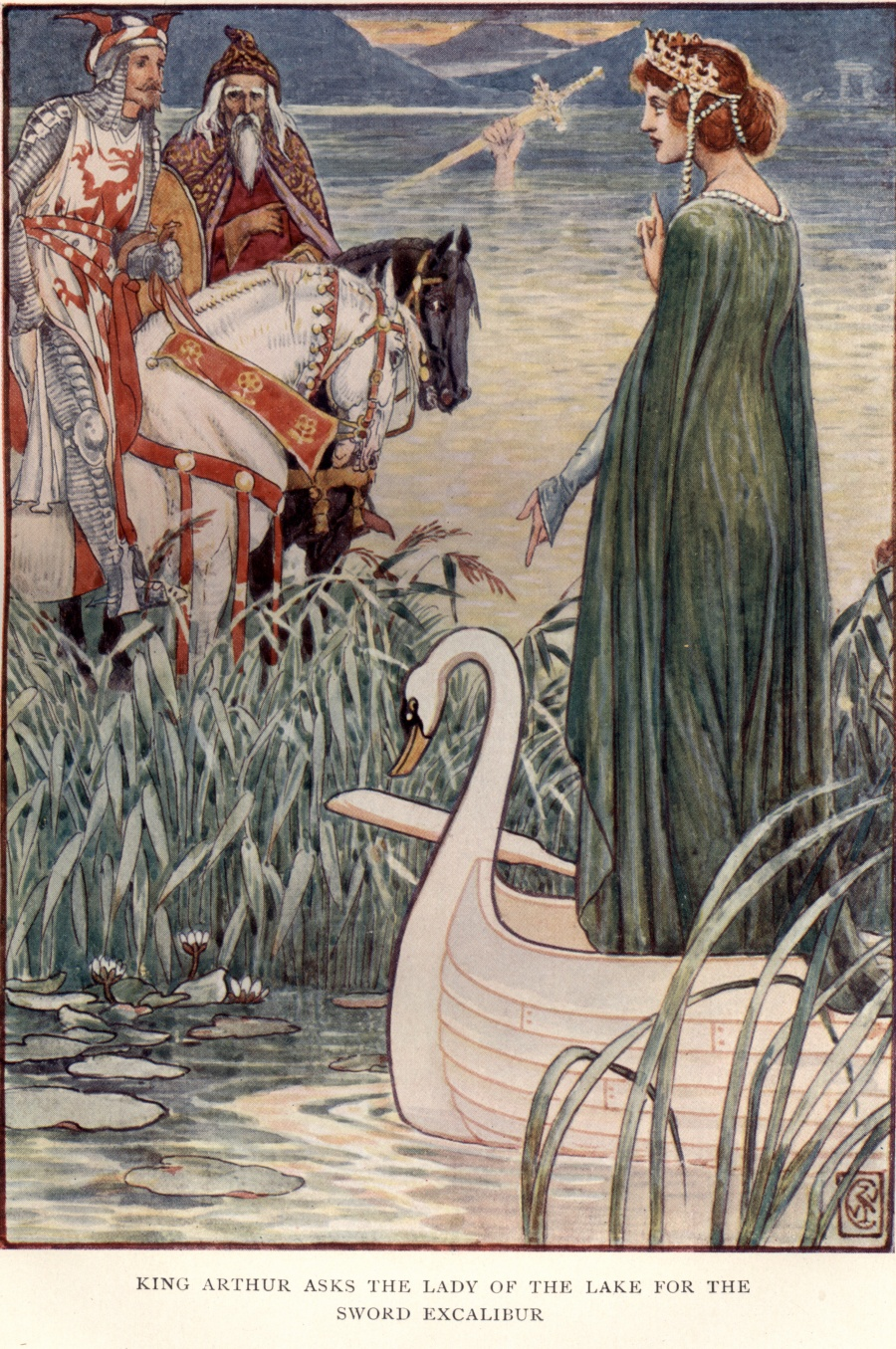
Le roi Arthur demande l'épée Excalibur à la Dame du Lac, illustration de Walter Crane, 1911.

La fée Viviane vivait dans la forêt de Brocéliande, à Darnantes et à Briosque (les villes dans lesquelles vivaient de nombreuses espèces féeriques comme les dragons). Elle enleva le jeune Lancelot, alors qu'il était encore enfant, après la mort de son père le roi Ban de Bénoïc (mort de tristesse en voyant brûler sa chère ville de Trèbes). Elle l'emmena au plus profond de son Lac, appelé aussi Lac de Diane, où elle l'éleva. Lancelot n'en ressortit pas avant l'âge de dix-huit ans. De son côté, sa mère, la reine Élaine, se retira dans un couvent jusqu'à la fin de sa vie. Viviane enseigna les arts et les lettres à Lancelot, lui insufflant sagesse et courage, faisant de lui un chevalier accompli. Elle le mena alors à la cour d'Arthur, à Camelot, afin qu'il y fût adoubé, et le présenta aux chevaliers de la Table Ronde, dont il devint le plus célèbre représentant.
Après la mort d'Ygraine, la mère de Morgane, Viviane prit soin de cette dernière, faisant d'elle une magicienne, tandis que Merlin l'enchanteur s'occupait de l'éducation de son demi-frère, le futur roi Arthur. Selon d'autres textes, Morgane ne serait pas la demi-sœur d'Arthur mais sa sœur et n'aurait pas été élevée par Viviane mais aurait appris, elle aussi, sa magie de Merlin. Viviane protège Arthur, sa cour et l'idéal courtois et chevaleresque qu'il incarne, tandis que Morgane veut la perte de son frère et de sa belle-sœur, la reine Guenièvre (cf. le Lancelot en prose, le Merlin Huth et La Mort le roi Arthur par exemple). On dit aussi qu'elle aurait écrit une lettre d'amour à Arthur.
Dans le cycle de la Post-Vulgate, Viviane n’est pas celle qui donne l’épée, qui est offerte par une dame anonyme contre la promesse d’un service. Elle arrive un jour à la cour d'Arthur pour le demander : elle veut la tête du chevalier Balin pour venger un membre de sa famille, mais c’est finalement elle qui est décapitée par Balin. L’auteur révèle plus loin qu’il s’agissait en fait d’une personne de peu de valeur morale voulant venger, non la mort d’un parent, mais celle d’un amant illicite. Thomas Malory a repris la version de la Post-Vulgate.

## Variations modernes du thème
Le thème de la Dame du Lac, avec ou sans Lancelot, connut un regain de faveur au XIXe siècle avec en particulier The Lady of the Lake de Walter Scott qui inspira La Donna del Lago (1819), opéra de Rossini. Les Chants d’Ellen du poème de Scott furent mis en musique par Franz Schubert (le troisième — Ellens dritter Gesang — est connu aujourd'hui sous le nom d’Ave Maria). Alfred Tennyson la mit plusieurs fois en scène dans Idylls of the King. Chez lui, Viviane est une traitresse qui emprisonne Merlin, alors que la Dame du Lac qui élève Lancelot et donne son épée à Arthur reste anonyme.
En 1852, Paul Féval, dans son recueil de romans Les Nuits de Paris, mentionne la fée Viviane sous le nom de Veiven, et en fait une « prêtresse du Soleil » qui dérobe à Merlin une coupe magique qui rend amoureux quiconque boit dedans.
Au XXe siècle, Robert Graves fait de Nimué l'une des formes de la triple déesse de son roman Seven Days in New Crete (Watch the North Wind Rise). Dans L’Enchanteur, René Barjavel préfère la rappeler comme étant amoureuse et sage, n'ayant pas abusé de Merlin pour obtenir ses pouvoirs, mais en lui étant une douce complice. Dans le Cycle de Pendragon, Stephen Lawhead reprend la figure de la Dame du Lac sous un nom différent : Charis, fille du Roi Suprême d'Avalon (plus connue sous le nom d'Atlantide). Mariée au prince breton Taliesin, dans la Bretagne de bien avant Pendragon, ceux-ci auraient enfanté dans la douleur Merlin l'Enchanteur. Après la mort de Taliesin, Charis s'occupera de Merlin et elle ira reposer dans le lac de Logres, d'où son nom de « Dame du Lac ». Puis, elle forma une jeune fille du nom de Malycea, qui découvrit plus tard qu'elle était princesse d'un royaume dit « du vent » (la légende de Malycéa en Orient, traduit de l'hindi [réf. nécessaire]).
Dans Le Cycle d'Avalon de Marion Zimmer Bradley, la Dame du Lac est le titre de la grande prêtresse, détenu à la suite de Viviane par Niniane, puis par Morgane. Nimué est le nom d’une autre jeune prêtresse qui séduit Kevin le Barde (successeur de Merlin).
Dans la saga Le Sorceleur (en polonais : Wiedźmin), de l'auteur Andrzej Sapkowski, la Dame du Lac et le mythe arthurien sont évoqués à de multiples reprises. Cirilla Fiona Elen Riannon, second personnage principal, est désignée comme Dame du Temps et de l'Espace, car elle est la détentrice du Sang ancien et dû trouver le lac de Tarn Mira et la mystérieuse Tour de l'Hirondelle pour découvrir l'étendue réelle de ses pouvoirs. Nimue verch Wledyr ap Gwyn (en gallois «Nimué, fille de Wledyr, fils de Gwyn»), quant à elle, est une magicienne nordienne originaire de Wyrwa (Brugge). Elle a vécu sur l'île d'Inis Vitre, au centre du lac Blest (situation inconnue) où elle étudia l'histoire de Cirilla et de Geralt de Riv. Elle guida un jour Cirilla, perdue à travers l'espace et le temps, afin de l'aider à retrouver son époque d'origine. Pour ces raisons, et également pour entretenir le flou quant à leurs identités et/ou leurs pouvoirs, ces deux magiciennes sont surnommées « Dame du Lac ». On notera également qu'à la toute fin de la saga, lorsque meurent Geralt et Yennefer, Cirilla les met tous deux dans une barque, les emmène sur un lac où ils disparaissent alors tous les trois dans la brume. La théorie la plus répandue établit que Cirilla les auraient amenés sur l'île d'Avalon, dressant un parallèle avec la mort légendaire du Roi Arthur.  
Dans le dessin animé « Arthur et les enfants de la table ronde, Viviane, avec ses sœurs Naila et Ondine, sont les fées gardiennes du Lac des Fées et ce n’est qu’à elles et à Merlin qu’Uther Pendragon donna la protection d’Arthur Pendragon. Merlin jeta un sort qui fît oublier à Uther l’existence de son fils. 
Il est également intéressant de noter que Cirilla possède une épée unique en son genre, Zireael; et qu'elle rencontra lors de ses pérégrinations Galaad, le fils de Lancelot du Lac et d'Ellan, la fille du roi Pellès, souverain de Caer Benic, près des cimes du massif d’Yr Wyddfa (le mont Snowdon, comté de Gwynedd, actuel Pays de Galles). Il la confondra avec une fée, probablement Viviane, l'appelant Dame du Lac et lui posant des questions à propos de la quête du Graal. En outre, la magicienne Nimué vit avec son amant, le Roi Pêcheur, et son apprentie, une oniromancienne qui l'aidera à comprendre ce qui arriva à Cirilla, et qui n'est autre que Condwiramurs, autre personnage important du mythe Arthurien. 
Dans Kaamelott, série télévisée française, la Dame du Lac est une divinité païenne (une fée) que les Dieux envoient sur Terre pour aider le roi Arthur à progresser dans la quête du Graal, incarnée par Audrey Fleurot. 
Dans la trilogie La Saga du roi Arthur de Bernard Cornwell, Nimué et Morgane sont deux apprenties de Merlin. Ayant subi les trois blessures (du corps, de l'orgueil, de la folie), Nimué seule est capable de prendre la suite de Merlin dans la restauration des Dieux Anciens en Bretagne. Morgane, sœur d'Arthur, complotera contre eux par jalousie, allant même jusqu'à s'unir aux chrétiens.
Dans la série britannique Merlin, Nimué est une très ancienne sorcière, qui a le pouvoir de donner la vie et la mort par l'intermédiaire d'une coupe. Elle est la principale antagoniste de la saison 1. La Dame du Lac, quant à elle, est une jeune druidesse, Freya, victime d’une malédiction. Elle devient l’amante de Merlin avant de mourir.

## Lieux associés à la légende

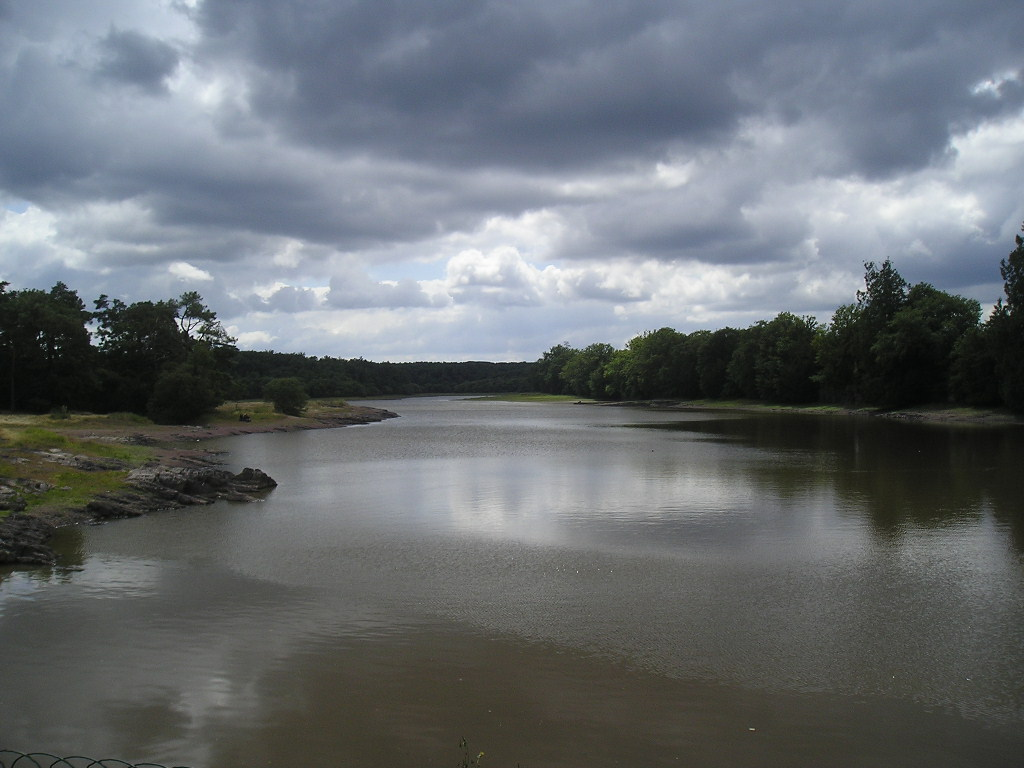
L'étang qui, selon la légende, cacherait le palais de la fée Viviane.

Le Llyn Ogwen, ici avec la voie lactée, est cité par les légendes comme lieu de résidence de la fée Viviane. Avril 2021.

Le château de Comper est, par confusion avec Morgane, tout particulièrement associé à la fée Viviane. Yann Brekilien et Michel Renouard rapportent que c'est Diane chasseresse qui aurait la première érigé ce château avant d'en faire don au seigneur Dymas qui y vit naître sa fille, Viviane,,. Cette légende est connue au moins depuis 1906, et se retrouve dans bon nombre de guides touristiques. Le château de Comper n'est toutefois pas le seul à se revendiquer lieu de naissance de Viviane.
Une autre légende (très récente) associée au même lieu nous dit que l'enchanteur Merlin créa par amour pour Viviane, sa belle élève, un château de cristal qui se trouve au fond des eaux profondes du grand étang entourant le château de Comper, caché aux yeux des curieux et visible uniquement à ceux qui y croient. C'est là que la fée éleva le futur chevalier Lancelot lorsqu'il était enfant. Jean Markale racontait cette histoire aux groupes d'écoliers en 1996 et Claudine Glot, fondatrice du Centre de l'Imaginaire Arthurien, la raconte encore aujourd'hui aux visiteurs du site et à qui veut l'entendre. L'origine de cette légende se trouvait, selon Louis Bouyer et Mireille Mentré, dans le reflet du manoir sur les eaux de l'étang, mais Jean Markale a avoué être l'inventeur de cette légende.
En Grande-Bretagne, de nombreux sites prétendent être son domaine, dont Dozmary Pool et Loe Pool (Cornouailles), Llyn Llydaw sur les flancs du mont Snowdon et Llyn Ogwen (Pays de Galles), Pomparles Bridge, Loch Arthur, Aleines.
La plus ancienne localisation du Lac se trouve dans le Lancelot en prose, écrit vers 1230. Le lieu où est élevé Lancelot se trouve en effet au nord de Trèves-Cunault, sur la Loire, en un lieu appelé Saint-Pierre-du-Lac, au milieu de la forêt (aujourd'hui disparue) de Beaufort-en-Vallée (le « Bois en Val » du roman).

## Culture populaire

### Viviane originale
- Dans la série de comics Hellboy, Viviane, après avoir fait prisonnier Merlin, développe de grands pouvoirs et entend les voix du dragon Ogdru Jahad, ce qui la rend folle. Les autres sorcières la tuent, et éparpillent des morceaux de son corps ; ceux-ci se rejoignant toujours, elles décident de les enfermer dans un coffre. Des générations plus tard, elle est rendue à la vie par Gruagach, se proclame déesse de la guerre et décide de lever une armée. Elle est incarnée par Milla Jovovich dans l'adaptation cinématographique de 2019.
- Dans le manga Seven Deadly Sins, Viviane est une chevalière sacrée qui va tomber amoureuse de Gilthunder et le kidnapper. Cependant, dans la suite de la série, une seconde « Dame du lac », plus représentative de son équivalent légendaire, fait aussi son apparition.
- Dans la série Stargate SG-1, la Fée Vivianne, sous le nom de Morgane, était en fait une Ancienne du nom de Ganos Lal, qui avait pour mission de surveiller Moros, plus connu sous le nom de Merlin, et qui le plongea en stase lorsqu'il découvrit une machine permettant de détruire ceux qui ont effectué l’Ascension, attendant le moment où, inévitablement, les Oris tenteraient d'envahir la Voie Lactée.
- Dans la série Merlin, Nimueh et la Dame du Lac sont deux personnes différentes. Nimueh est incarnée par Michelle Ryan tandis que la Dame du Lac est incarnée par Laura Donnelly.
- Dans la série française Kaamelott, elle est jouée par l'actrice Audrey Fleurot en tant que Dame du lac.

### Adaptations
- La Dame du Lac est la sainte patronne de la Bretonnie, un pays imaginaire du wargame Warhammer.
- La Dame du Lac apparaît dans la saga du Sorceleur d'Andrzej Sapkowski et dans le jeu vidéo qui en est inspiré (The Witcher); elle veille sur la ville d'Eaux-Troubles avec l'aide du Roi pêcheur. Elle fait également une apparition dans le troisième opus de la saga vidéoludique lors de sa deuxième extension. Comme dans la légende arthurienne, elle offre une épée depuis le lac qu'elle garde.
- Dans la série fantastique Once Upon A Time, la Dame du Lac et Nimué sont deux personnages distincts. La Dame du Lac, uniquement mentionnée, est la mère de Lancelot. Nimué est interprétée par Caroline Ford dans la cinquième saison de la série : elle et Merlin tombent amoureux mais celle-ci le trahit pour le pouvoir avant de devenir le Ténébreux originel.
- La dame du lac apparait également dans la série L'Apprentie de Merlin de Fabien Clavel.
- Dans Le Roi Arthur : La Légende d'Excalibur, la Dame du Lac n'apparaît que pendant un court moment, tandis que l'actrice Àstrid Bergès-Frisbey incarne un personnage nommé « La Mage », qui est celle qui aide Arthur à embrasser sa légende.
- Nimué, l’héroïne principale de la série Netflix Cursed, est la future Dame du Lac de la légende Arthurienne. Le personnage est joué par Katherine Langford.
- La Dame du Lac apparaît dans la série Kaamelott, d'Alexandre Astier, où est elle est interprétée par Audrey Fleurot. Seulement nommée « La Dame du Lac » durant les quatre premiers livres, le personnage de Méléagant la nommera « Viviane » pour la première fois dans le livre 5, expliquant qu'elle devait, à la base, former Lancelot du Lac à la quête du Graal, mais que les dieux changèrent d'avis alors que Lancelot n'avait que 3 ans, le trouvant déjà trop colérique, trop caractériel. Le rôle d'élu des dieux fut finalement donné à Arthur Pandragon dont La Dame du Lac se chargea, finalement, de l'éducation. Elle se retrouva bannie du plan divin lors de la faute d'Arthur, ce dernier ayant trompé Guenièvre avec Dame Mevanwi, la femme du Seigneur Karadoc, durant le livre 4.